# ويلند (بروتوكول)
وَيلَند (بالإنجليزية: Wayland)‏ هو ميفاق لنُظُم تشغيل لينكس والشبيهة بيونكس. يحدد التواصل بين خادم العرض وعملائه, أيضاً يشير إلى تطبيق للبروتوكول بلغة سي. أيُّ خادم عرض يستخدم بروتوكول ويلند يسمى مُرَكِّب ويلند, لأنه يقوم بوظيفة مدير النوافذ المركب أيضاً.
يقوم مجموعة من المتطوعين بتطوير ويلند في البداية تحت إشراف كريستيان هوجسبيرج كمشروع حر ومفتوح المصدر يُطَوّر بقيادة المجتمع بهدف استبدال نظام النافذة إكس بنظام نافذة أبسط وأكثر أماناً للينكس والأنظمة الشبيهة بيونكس. نُشِرَ النص المصدري للمشروع تحت شروط رخصة إم أي تي وهي أحد رخص البرمجيات الحرة المتساهلة.

## وصلات خارجية
- الموقع الرسمي